# Clavícula

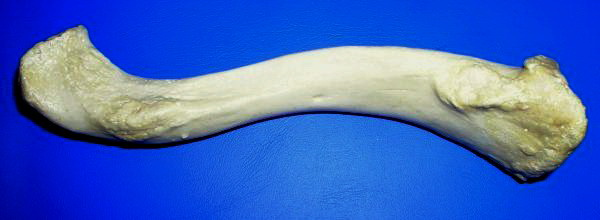
Clavícula. Vista inferior

A clavícula, do latim clavicula (pequena chave), é um osso par presente no esqueleto humano que liga os membros superiores ao tronco. É palpável em toda a sua extensão, e classificada como osso longo, porém sem cavidade medular (medula óssea), consistindo de osso esponjoso (trabecular) com revestimento de osso compacto. O formato dela é de um "S" suave, com os dois terços mediais dela sendo convexos anteriormente e o terço lateral sendo côncavo anteriormente (a junção do terço medial com o terço lateral é onde mais ocorre fraturas nesse osso)[carece de fontes?]. Junto com os músculos deltóide e peitoral maior, dá forma ao trígono clavipeitoral, onde pode ser palpado o processo coracóide da escápula.

## Posição anatômica
A epífise achatada deve ser orientada para lateral, com a concavidade próxima voltada anteriormente. A face mais "rugosa", com sulcos e impressões, deve estar voltada inferiormente, já que a superfície superior é mais lisa do que a superfície inferior.

## Acidentes ósseos

### Impressão doligamento costoclavicular
Localizada na superfície inferior, próxima da extremidade esternal, é o ponto de fixação do referido ligamento.

### Sulco domúsculo subclávio
Encontrado na parte intermédia da face inferior, é o local de inserção (distal) do referido músculo.

### Linha trapezóidea
Localizado na superfície inferior, próxima à extremidade acromial, é o local de fixação do ligamento trapezoide.

### Tubérculo conoide
Encontrado na face inferior, próximo da extremidade acromial e imediatamente medial à linha trapezóidea, é o ponto de fixação do ligamento conoide.

### Face articular acromial
Onde a clavícula se articula com o acrômio da escápula.

### Face articular esternal
Onde a clavícula se articula com o manúbrio do esterno.

### Forame nutrício
Onde penetram os vasos sanguíneos responsáveis pela circulação e nutrição do osso[carece de fontes?].

## Inserções
A clavícula dá origem a quatro músculos (peitoral maior, esternocleidomastóideo, deltoide e esterno-hióideo) e recebe a inserção distal de dois (subclávio e trapézio); também contém as inserções dos ligamentos costoclavicular, trapezoide e conoide (estes 2 últimos formam o ligamento coracoclavicular).

## Imagens adicionais

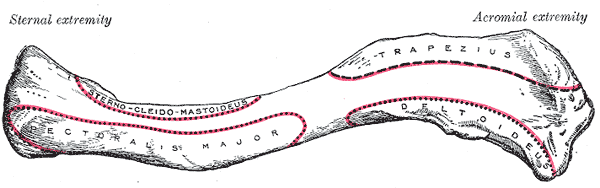
Inserções musculares da face superior. Clavícula esquerda.
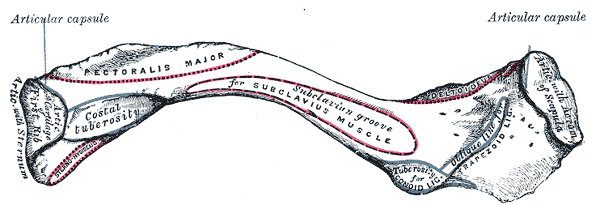
Detalhes da face inferior. Clavícula esquerda.
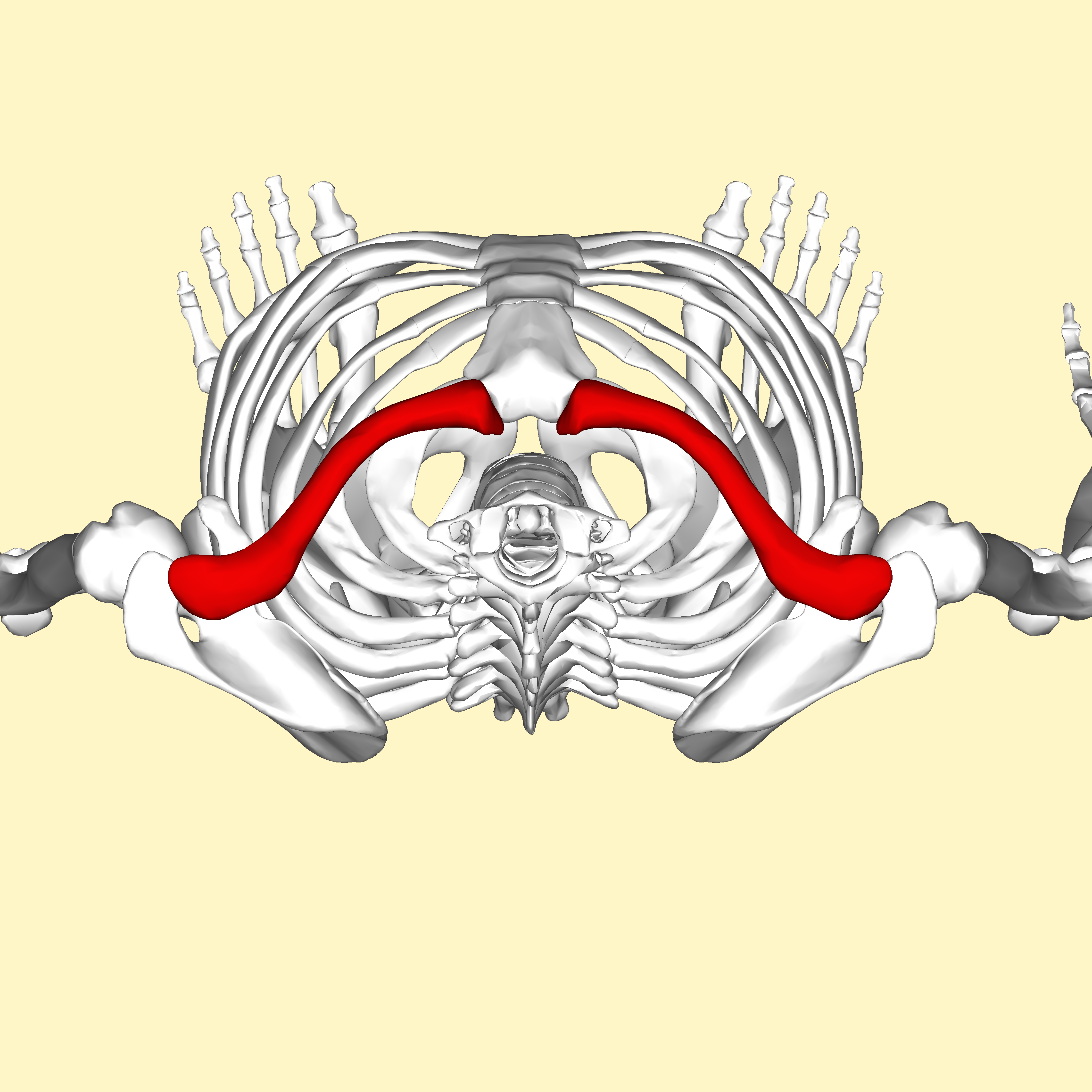
Clavículas em destaque. Vista superior.
Clavículas em destaque. Visualização em 360°.